# 广宗之战
广宗之战，东汉中平七年（184年），黄巾之乱中，黄巾军在广宗（今河北威县东南）的作战。
颍川郡（郡治阳翟县，今河南省禹州市）、南阳郡（郡治宛县，今河南省南阳市）两郡黄巾军被击灭后，天公将军张角所在的河北成为汉军进攻的主要方向。三月，北中郎将卢植率军连破黄巾军，斩杀数万人，张角被迫退守广宗。卢植于是环城修筑长墙，将广宗包围起来，又建造云梯，伺机攻城。黄巾軍顽强抵抗。至六月，双方仍相持不下。朝廷派遣小黄门左丰视察战况，左丰因卢植没有给他送礼，回到洛阳向汉灵帝报告卢植按兵不动，消极作战。汉灵帝派人拘押卢植回京，改派河东郡（郡治安邑县，今山西省夏县西北禹王城）太守董卓为东中郎将，指挥广宗战事。
董卓在下曲阳（今河北省晋县西北）被张角击败，获罪罢职。八月底，汉朝再以左中郎将皇甫嵩代替董卓率军继续攻打广宗。十一月在曲陽（今河北省石家莊市晉州市西)大敗張寶並殺死他，此时，颍川郡、陈国（治今河南省淮阳县）、汝南郡（郡治平舆县，今河南省平舆县北）、东郡（郡治濮阳县，今河南省濮阳市西南）等各路黄巾军已相继失败，南阳黄巾军困守宛城（今河南省南阳市），广宗黄军已成孤军。这时，张角病死，义军失其统帅，士气大挫。人公将军张梁继续率义军与皇甫嵩作战。义军部众精勇，皇甫嵩围攻一月有余，仍不能胜，作战持续到十月，黄巾军因接连击败卢植、董卓，皇甫嵩也久攻不下，于是放松戒备。皇甫嵩乘机在夜间整备，鸡鸣出兵，殺入义军阵地。义军仓猝应战、大战至中午，最终被击败。张梁战死，三万人被杀，五万余人赴河而亡。皇甫嵩入广宗，俘虏黄巾军家属，焚烧大批辎重，将张角开棺戮尸，传首京师，河北黄巾主力损失殆尽。